# 파리자리 알파
파리자리 알파(α Muscae, α Mus)는 천구 남극 둘레의 별자리인 파리자리 방향에 있는 항성이다.

## 상세
파리자리 알파의 겉보기등급은 +2.7로 별자리 내에서 가장 밝다. 이 별까지의 거리는 시차 측정치를 이용하여 계산할 수 있는데 그 값은 지구로부터 약 315 광년 (97 파섹)이다.
분광형은 B2 IV-V으로 중심핵에 있던 수소가 소진되어 태양과 같은 주계열로부터 이탈하여 준거성으로 진화하는 과정에 있는 것으로 보인다. 알파는 질량이 태양의 거의 아홉 배에 반지름은 다섯 배로 태양보다 거대한 항성이다. 항성 외포층의 유효온도는 21400 켈빈으로 이 온도에서 알파는 B형 항성의 특징인 청백색 빛을 뿜으며 태양의 4000 배에 이르는 에너지를 복사하고 있다.
파리자리 알파는 세페우스자리 베타형 변광성으로 보인다. 텔팅 연구진은 2006년 논문에서 고해상도 분광기로 알파의 스펙트럼에 주기적인 맥동이 나타남을 발견했으며 이로부터 알파가 세페우스자리 베타형 변광성일 확률이 매우 높다고 결론내렸다. 다만 Stankov와 Handler는 2005년 발표한 우리 은하 내 세페우스자리 베타형 변광성 목록에서 알파별이 이 변광성 분류의 미흡한 후보이거나, 혹은 해당 분류에 포함되지 않는다고 명시했다. 알파는 빠르게 회전하고 있어 자전 속도는 초당 114 킬로미터이고 예상 나이는 약 1800만 년이다.
파리자리 알파는 전갈자리-센타우루스자리 OB 성협 내 센타우루스자리 아래쪽-남십자자리 하위그룹의 고유운동 구성원으로, 함께 움직이는 이 질량 큰 항성들의 무리 중에서는 태양에서 제일 가까운 천체이다. 알파별의 특이속도는 초당 10 킬로미터로 높은 축에 속하지만 도주성으로 간주할 만큼 빠르지는 않다.